# Clarbec
Clarbec és un municipi francès situat al departament de Calvados i a la regió de Normandia. L'any 2007 tenia 350 habitants.

## Demografia

### Població
El 2007 la població de fet de Clarbec era de 350 persones. Hi havia 126 famílies de les quals 24 eren unipersonals (16 homes vivint sols i 8 dones vivint soles), 41 parelles sense fills, 53 parelles amb fills i 8 famílies monoparentals amb fills.
La població ha evolucionat segons el següent gràfic:
Habitants censats

### Habitatges
El 2007 hi havia 189 habitatges, 131 eren l'habitatge principal de la família, 54 eren segones residències i 4 estaven desocupats. 183 eren cases i 1 era un apartament. Dels 131 habitatges principals, 113 estaven ocupats pels seus propietaris, 12 estaven llogats i ocupats pels llogaters i 6 estaven cedits a títol gratuït; 3 tenien una cambra, 4 en tenien dues, 9 en tenien tres, 40 en tenien quatre i 75 en tenien cinc o més. 117 habitatges disposaven pel capbaix d'una plaça de pàrquing. A 59 habitatges hi havia un automòbil i a 64 n'hi havia dos o més.

### Piràmide de població
La piràmide de població per edats i sexe el 2009 era:
| Homes | Edats   | Dones |
| ----- | ------- | ----- |
| 0     | 95 o +  | 0     |
| 0     | 90 a 94 | 0     |
| 0     | 85 a 89 | 0     |
| 0     | 80 a 84 | 4     |
| 4     | 75 a 79 | 8     |
| 4     | 70 a 74 | 4     |
| 8     | 65 a 69 | 12    |
| 8     | 60 a 64 | 4     |
| 4     | 55 a 59 | 4     |
| 4     | 50 a 54 | 8     |
| 16    | 45 a 49 | 8     |
| 20    | 40 a 44 | 12    |
| 8     | 35 a 39 | 20    |
| 4     | 30 a 34 | 8     |
| 4     | 25 a 29 | 0     |
| 4     | 20 a 24 | 4     |
| 16    | 15 a 19 | 4     |
| 16    | 10 a 14 | 16    |
| 8     | 5 a 9   | 20    |
| 4     | 0 a 4   | 4     |

## Economia
El 2007 la població en edat de treballar era de 207 persones, 156 eren actives i 51 eren inactives. De les 156 persones actives 151 estaven ocupades (88 homes i 63 dones) i 5 estaven aturades (2 homes i 3 dones). De les 51 persones inactives 20 estaven jubilades, 14 estaven estudiant i 17 estaven classificades com a «altres inactius».

### Ingressos
El 2009 a Clarbec hi havia 138 unitats fiscals que integraven 347 persones, la mediana anual d'ingressos fiscals per persona era de 18.167 €.

### Activitats econòmiques
Dels 15 establiments que hi havia el 2007, 9 eren d'empreses de construcció, 1 d'una empresa de comerç i reparació d'automòbils, 4 d'empreses de serveis i 1 d'una empresa classificada com a «altres activitats de serveis».
Dels 5 establiments de servei als particulars que hi havia el 2009, 1 era un paleta, 1 fusteria, 1 lampisteria, 1 electricista i 1 perruqueria.
L'únic establiment comercial que hi havia el 2009 era una botiga d'equipament de la llar.
L'any 2000 a Clarbec hi havia 23 explotacions agrícoles que ocupaven un total de 715 hectàrees.

## Equipaments sanitaris i escolars
El 2009 hi havia una escola elemental integrada dins d'un grup escolar amb les comunes properes formant una escola dispersa.

## Poblacions més properes
El següent diagrama mostra les poblacions més properes.